# Glock 32

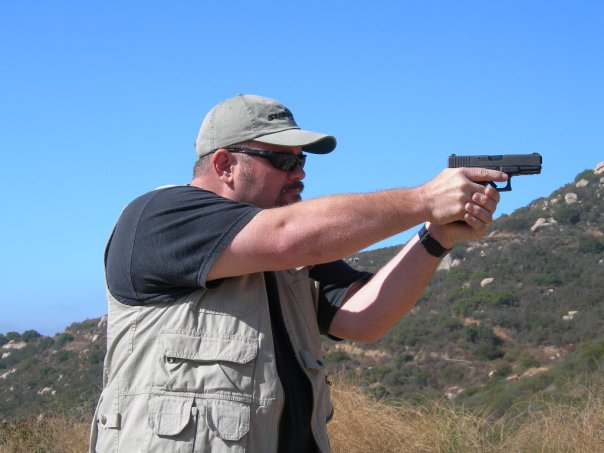
Un tireur visant avec un Glock 32.

Le Glock 32 est la version en .357 SIG du Glock 23 produit depuis 2005.

## Identification
L'arme est de couleur noire mate. Le G32 possède des rayures de maintien  placées à l'avant et à l'arrière de la crosse, un pontet rectangulaire se terminant en pointe sur sa partie basse et à l'avant, hausse et mire fixe. On trouve le marquage du modèle à l'avant gauche du canon. Les rainures sur la crosse ainsi que les différents rails en dessous du canon pour y positionner une lampe n'apparaissent que depuis la deuxième génération. Sur la quatrième génération, on note l'apparition d'un rail au standard "Picatinny" cranté sur toute la longueur et d'un bouton de déverrouillage du chargeur ambidextre.

## Technique
- Fonctionnement : Safe Action
- Munition :	.357 SIG
- Longueur totale : 174 mm
- Longueur du canon : 102 mm
- Capacité du chargeur : 10/13/15 cartouches
- Masse de l'arme sans chargeur : 
  - G32 : 610 g
  - G32C : 605 g
- Masse de l'arme avec un chargeur plein : 	
  - G32 : 855 g
  - G32C : 850 g